# Драгоєв Андрій Костянтинович
Андрі́й Костянти́нович Драго́єв (нар. 20 листопада 1864, Бессарабська губернія, Російська імперія — пом. 1928) — археолог СРСР, співробітник Одеського археологічного музею.

## Життєпис
Андрій Костянтинович Драгоєв народився 20 листопада 1864 у Бессарабській губернії. Дані про основний період життя на даний час відсутні. Останні роки життя провів в Одесі, у 1919—1928 роках працював бібліотекарем та інженером-технологом в Одеському археологічному музеї. Як науковий співробітник науково-дослідної кафедри існуючої при музеї входив до Наукової Ради по захисту наукових праць діючої при кафедрі. Під час роботи в музеї провів низку технологічних досліджень над античними лекитами з мережаним орнаментом. Разом із Михайлом Болтенком провів дослідження керамічного матеріалу з розкопок Ернста фон Штерна біля села Петрень та власних досліджень поблизу села Усатове. Разом з науковою діяльністю проводив викладацьку роботу. Для аспірантів науково-дослідної кафедри вів семінар з археологічної технології по кераміці. Одночасно з роботою в музеї брав участь у роботі археологічної секції — Одеської комісії краєзнавства при Всеукраїнській академії наук.

## Наукові праці
- К вопросу об условиях хранения древностей в наших музеях // Вісник ОКК при ВУАН. — Ч. 2-3. — Одеса, 1925;
- Мастерство древних афинских гончаров // Вісник ОКК при ВУАН. — Ч. 2-3. — Одеса, 1925.